# Margarete Thiele
Margarete Thiele, verheiratete Abshagen (* 7. März 1879 in Dresden; † 30. April 1973 in Münster) war eine deutsche Kinderbuchautorin und Zeichnerin.

## Leben und Wirken
Margarete Thiele wurde am 7. März 1879 in Dresden geboren. 1905 heiratete sie den Buchhändler Hans Friedrich Abshagen. 1910 gründete dieser in Dresden auf der Haydn-Straße einen Kunstverlag. Margarete besuchte eine Malschule und begann mit dem Schreiben von Märchen. Dadurch entstanden die ersten Bärenmärchen im deutschsprachigen Raum. Im Verlag ihres Mannes wurden die Märchenbücher veröffentlicht, allerdings unter ihrem Geburtsnamen. Ihr erstes und erfolgreichstes Märchenbuch Was drei kleine Bären im Walde erlebten wurde vor dem Zweiten Weltkrieg in mehreren Auflagen mit 72.000 Exemplaren verkauft. Nach dem Krieg erschien es in mehreren Sprachen.
Das Ehepaar bekam 3 Söhne. 1945 musste die Familie die von Bomben zerstörte Stadt Dresden verlassen. Margarete trennte sich von ihrem Mann, lebte zunächst in Baden-Baden, später in Münster. Sie starb mit 94 Jahren in einem Altenpflegeheim in Münster.

## Werke
- Margarete Thiele: Was drei kleine Bären im Walde erlebten. Reprint [der Ausg.] Dresden, [Abshagen], 1923 Auflage. Bechtermünz Verlag, Augsburg 1997, ISBN 978-3-86047-541-6., Illustrationen von Franziska Schenkel[3] (1880–1945), zunächst erschienen im Kunstverlag Hans Friedrich Abshagen, Dresden, 1923.
  - Margarete Thiele, Riitta Mäyrälä: Kolme pikku karhua suuressa metsässä, Finnische Ausgabe, 1991, ISBN 9789510164099[4]
  - Was drei kleine Bären im Walde erlebten Englische Lizenzausgabe Gebrüder Weiss Verlag Edition, Österreichischer Verlag für Jugend und Volk, Wien, 1953, OCLC 503751260

- Das Wunderland am Murmelbach, Zwei Waldmärchen, Illustrationen von Franziska Schenkel, Kunstverlag Hans Friedrich Abshagen, Dresden, 1925.
- Von Engeln, Wolken und goldenen Sternen, Illustrationen von Franziska Schenkel, Kunstverlag Hans Friedrich Abshagen, Dresden, 1925.
- Häschen – Ein Frühlingsmärchen, Illustrationen von Paul Hey und Ernst Kutzer, Kunstverlag Hans Friedrich Abshagen, Dresden, 1926.
- Die Fahrt nach der verbotenen Insel, Illustrationen von Franziska Schenkel, Kunstverlag Hans Friedrich Abshagen, Dresden, 1927.
- Die Fahrt nach der wundersamen Insel, Illustrationen von Franziska Schenkel, Verlag Abel & Müller, Leipzig, 1927.
- Christnachtwunder. Zwei Weihnachtsmärchen, Illustrationen von Franziska Schenkel und Ernst Kutzer, Kunstverlag Hans Friedrich Abshagen, Dresden, 1927.
- Das verlorene Kettchen, Illustrationen von Franziska Schenkel, Kunstverlag Hans Friedrich Abshagen, Dresden, 1927.
- Das goldene Osterei. Ein Märchen-Bilderbuch, Illustrationen von Artuš Scheiner, Union Deutsche Verlagsgesellschaft, Stuttgart, 1928.
- Am Ostermorgen. Ein Märchen-Bilderbuch, Illustrationen von Artuš Scheiner und Rolf Winkler, Union Deutsche Verlagsgesellschaft, Stuttgart, 1929.
- Klein-Hildes wundersames Erlebnis, Eine Puppengeschichte, Illustrationen von Ernst Kutzer, Kunstverlag Hans Friedrich Abshagen, Dresden, 1930.
- Im Nixenreich. Ein Seemärchen, Illustrationen von Franziska Schenkel und Ernst Kutzer, Kunstverlag Hans Friedrich Abshagen, Dresden, 1930.
- Das verzauberte Häslein, eine wundersame Geschichte, Illustrationen von Ernst Kutzer, Verlag Rudolf Schneider, Markersdorf, 1933.